# Вељко Коцкар
Вељко Коцкар (1920, Осијек — 1944, Београд) био је српски аутор стрипова, карикатуриста и илустратор из тзв. „Златног доба“ српског стрипа. Најпознатији стрипови су му „Освета краљице Тао-Мај“ и „Кактус Бата“.
У Београд је дошао на школовање 1935, а у стрипу дебитује 1938. у листу Паја Патак. За време Другог светског рата и немачке окупације Србије, цртао је дечје стрипове и умерено еротске карикатуре. Стрељали су га партизани након ослобођења Београда, под оптужбом да је био сарадник Гестапоа, мада та оптужба никада није доказана, нити је познато да се Вељко Коцкар икада бавио политиком.
Историчар Здравко Зупан је 2009. објавио монографију свих Коцкаревих познатих радова под насловом Вељко Коцкар: Стрип, живот, смрт. То је прво објављивање овог аутора након 65 година заборава.